# 臧明華
臧明華（CHONG Ming Wah, Clara），香港旅遊發展局前總幹事，2001年3月上任，2007年4月18日離職。臧明華是基督徒，已婚，有一兒子。

## 近況
臧明華現任香港理工大學教授，教導酒店及旅遊業管理學院碩士學生。

## 旅發局事件
2007年11月28日香港審計署發表報告，批評臧明華在2004年獲旅發局續任時，旅發局前主席周梁淑怡未經財政司司長批准，擅自批出保障臧明華及其家人的近18萬港元保費的醫療保險。
臧明華在05/06年度任旅發局總幹事時，獲發全數浮薪。在06/07年度，由於訪港旅客人次和旅客留港時間的業績未能達標，所以委員會決定只是按達標的比例向她發放其可得的按表現薪酬的約60%。
臧明華後來表示願意交回保險費差額約14萬港元。